# Tammneeme
Tammneeme {Duits: Tamnömme) is een plaats in de Estlandse gemeente Viimsi, provincie Harjumaa. De plaats heeft de status van dorp (Estisch: küla).

## Bevolking
Het dorp had 463 inwoners op 31 december 2011 en 528 inwoners op 31 december 2021.

## Ligging
Tammneeme ligt aan de oostkust van het schiereiland dat de gemeente vormt, met Leppneeme in het noorden en Randvere in het zuiden.

## Geschiedenis
Tammneeme werd voor het eerst genoemd in 1682 onder de naam Tammonimi. De plaats viel, net als Leppneeme, onder Randvere, dat een zelfstandige positie had binnen het landgoed van Maardu. De naam is waarschijnlijk ontleend aan de naam van een boer, Tammnem Mick, die hier zijn boerderij had.

## Foto's

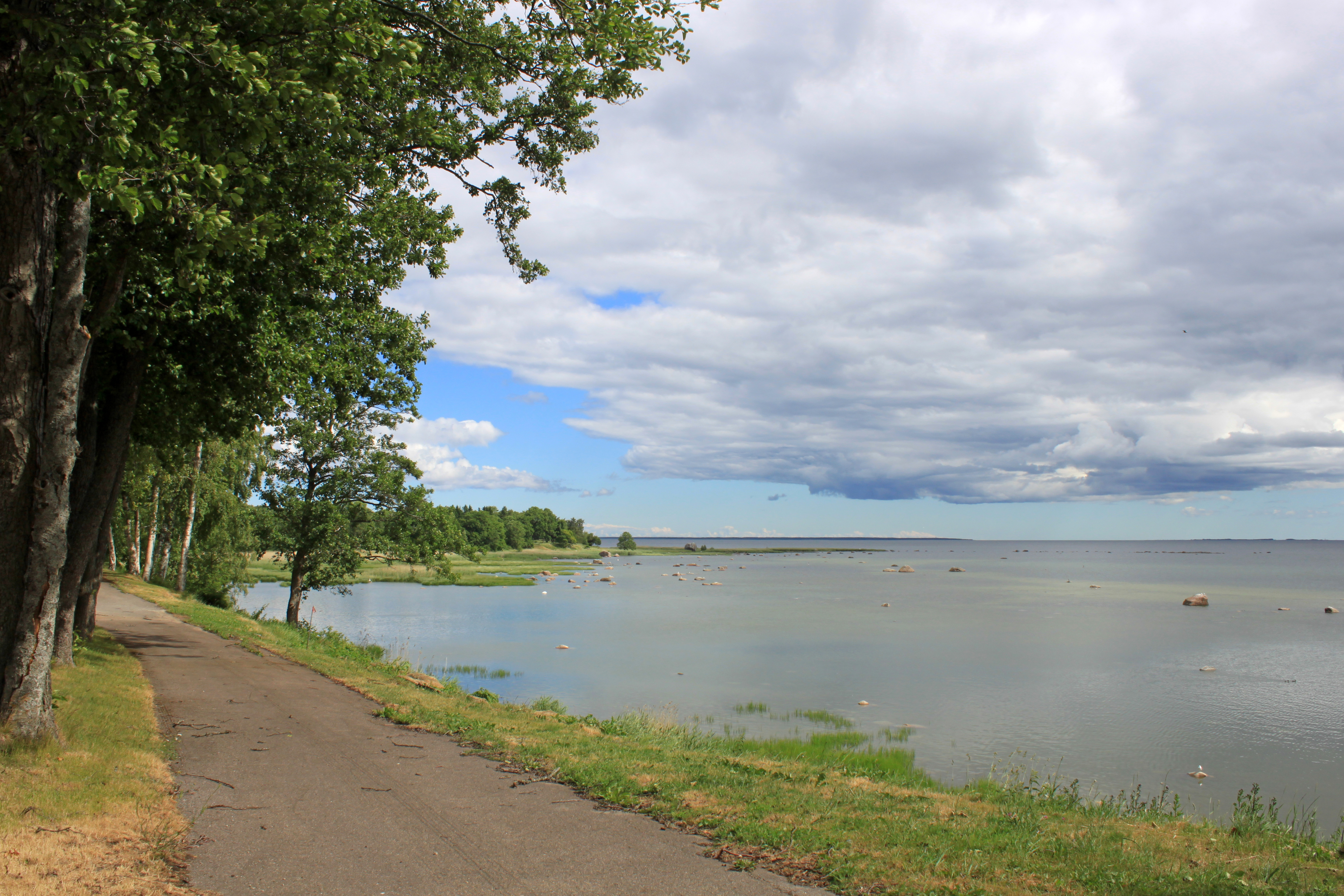
De kust bij Tammneeme
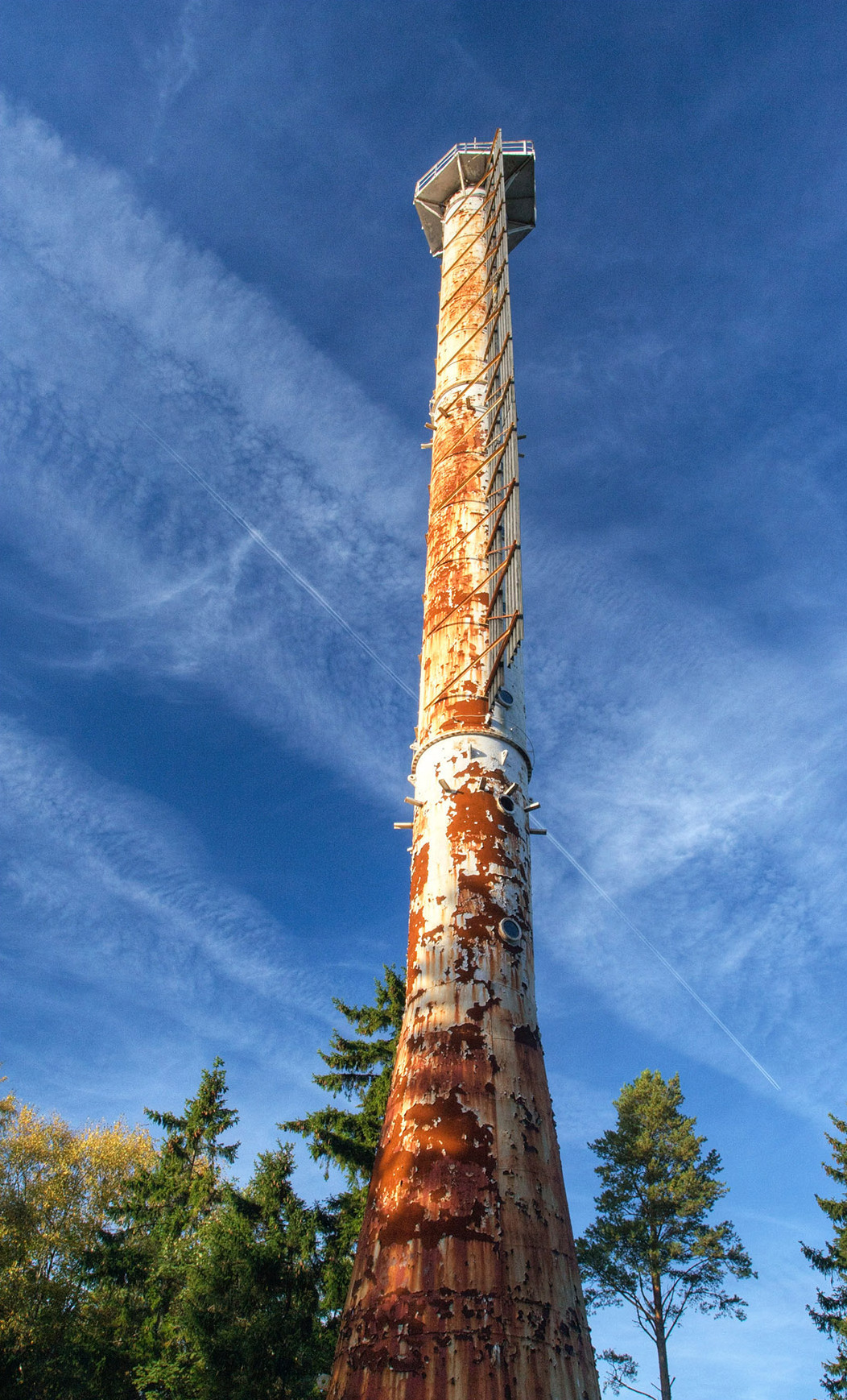
Voormalige vuurtoren
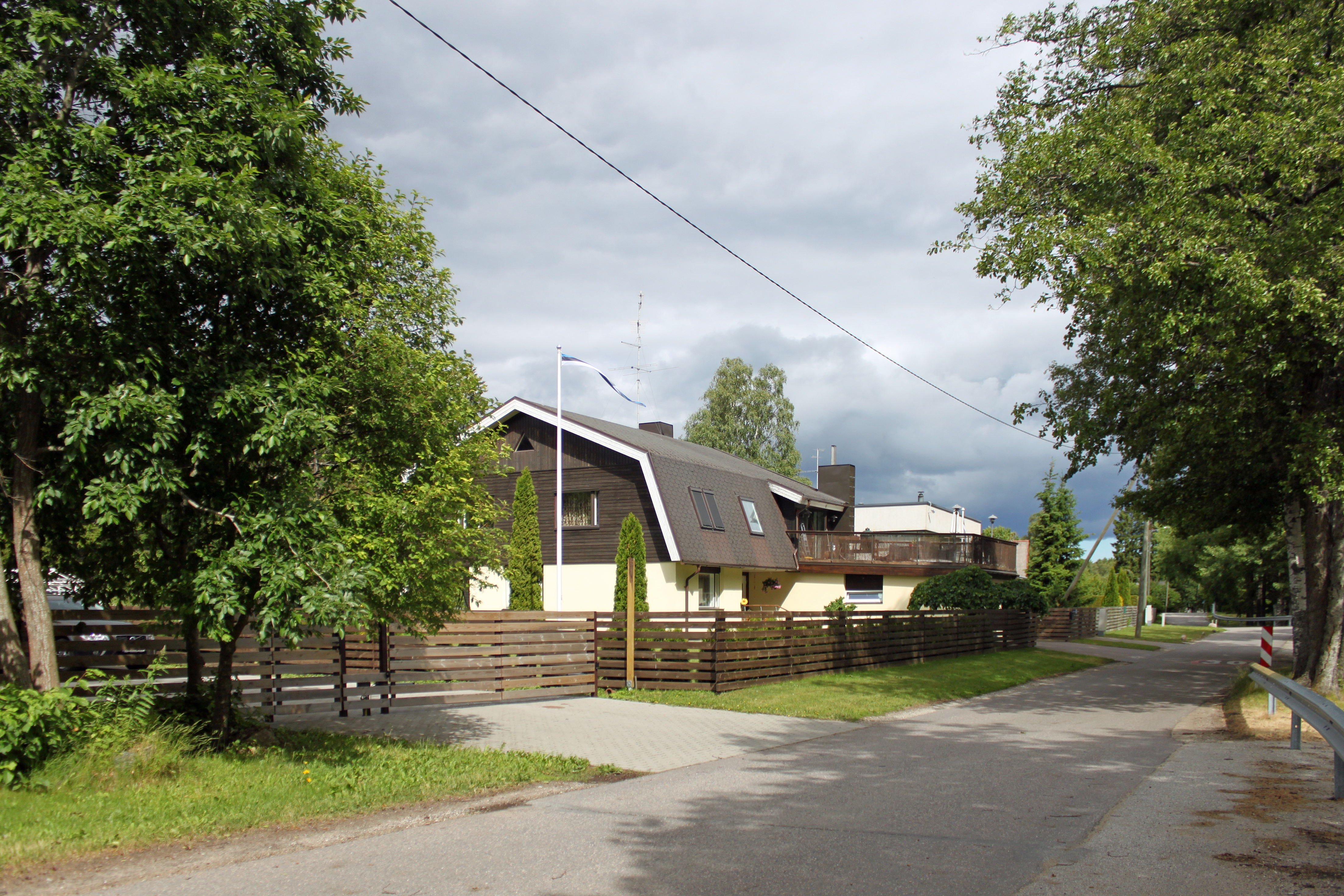
De Tammneeme tee, een straat in Tammneeme
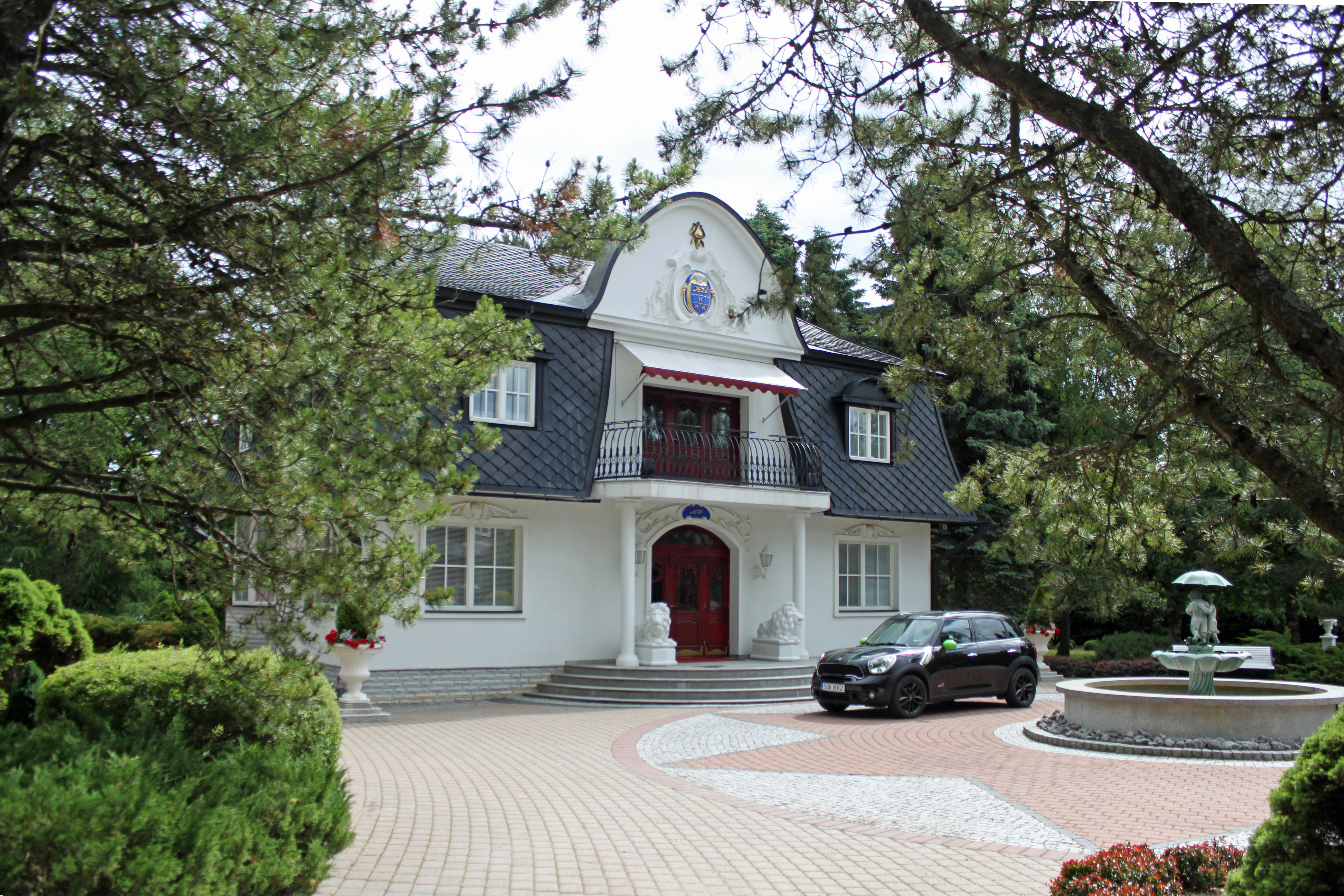
Villa